# Espace épidural

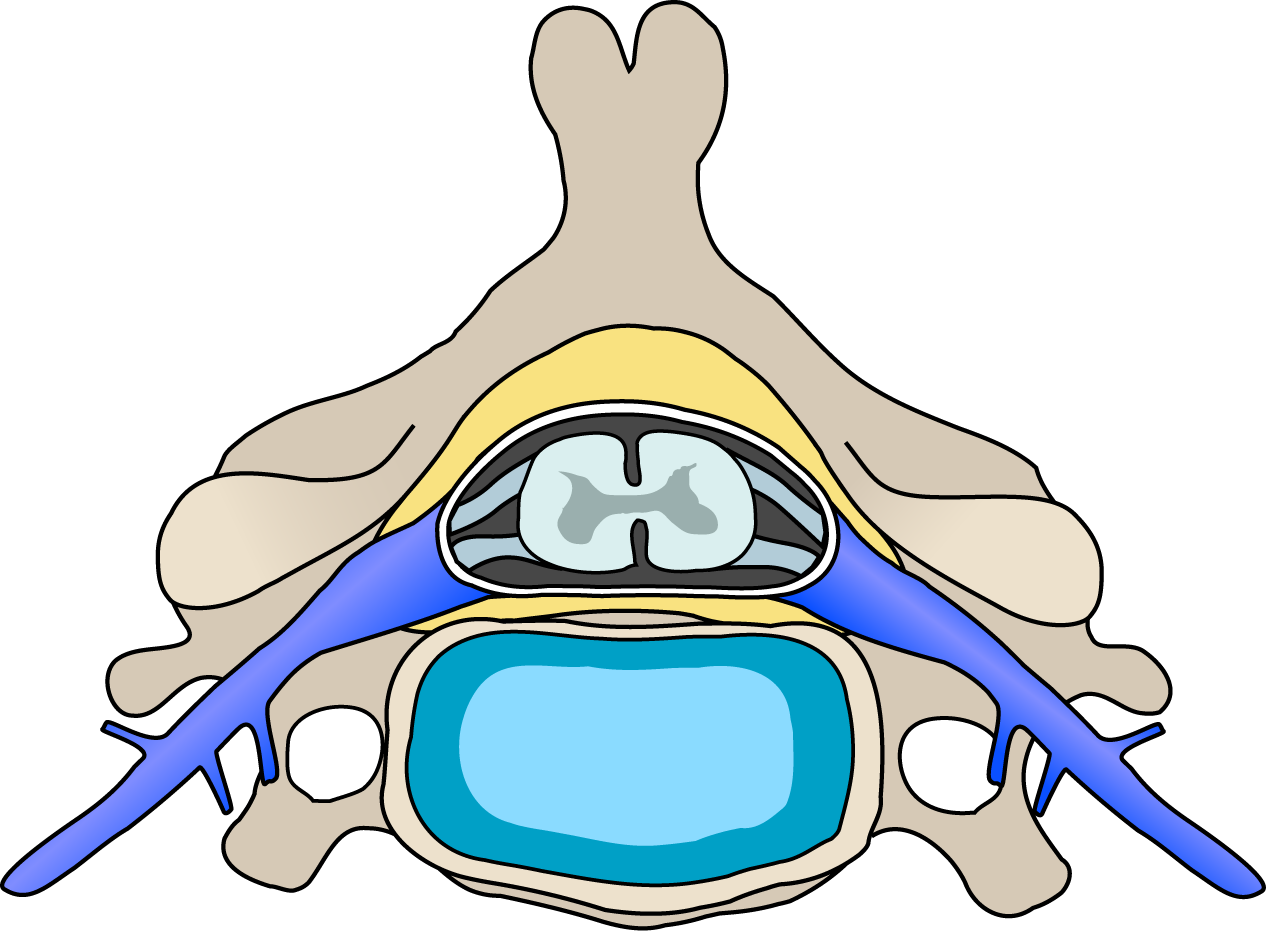
Schéma d'une coupe transversale du rachis montrant l'espace épidural (en jaune)

L'espace épidural, aussi appelé espace péridural ou extradural, est une zone située entre d'une part, les méninges qui enveloppent la moelle spinale, et d'autre part, la cavité osseuse constituée par le canal vertébral. Cet espace cylindraxile s'étend entre le foramen magnum de l'os occipital en haut jusqu'au niveau de l'articulation entre le sacrum et le coccyx. Il contient de la graisse, des filaments fibreux, des vaisseaux sanguins et lymphatiques et des rameaux nerveux.
Cet espace peut être utilisé en médecine pour l'injection de médicament, notamment au cours de l'anesthésie épidurale.
Il n'y a pas d'espace épidural dans le crâne, qui correspond au périoste dans celui-ci. L'adhérence entre la dure-mère et l'os est variable. Une collection de sang peut s'y former lors d'une fracture, constituant un hématome extradural.